# زنامیانکا
زنامیانکا (به روسی: Знам'янка) شهری در استان کیرووهراد در کشور اوکراین است. جمعیت این شهر ۲۱,۴۷۹ نفر (۲۰۲۱ تخمینی) است.

## نگارخانه

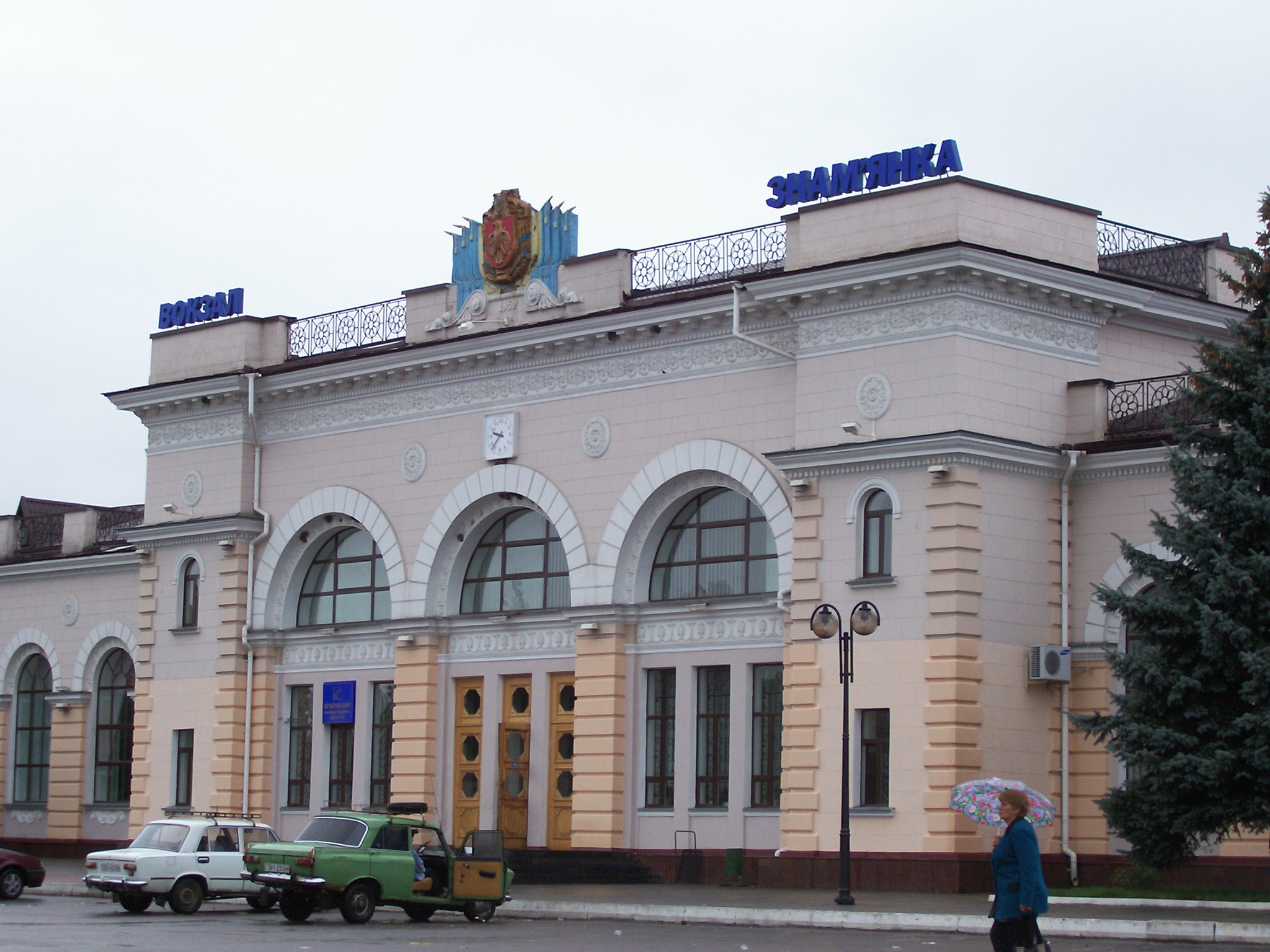
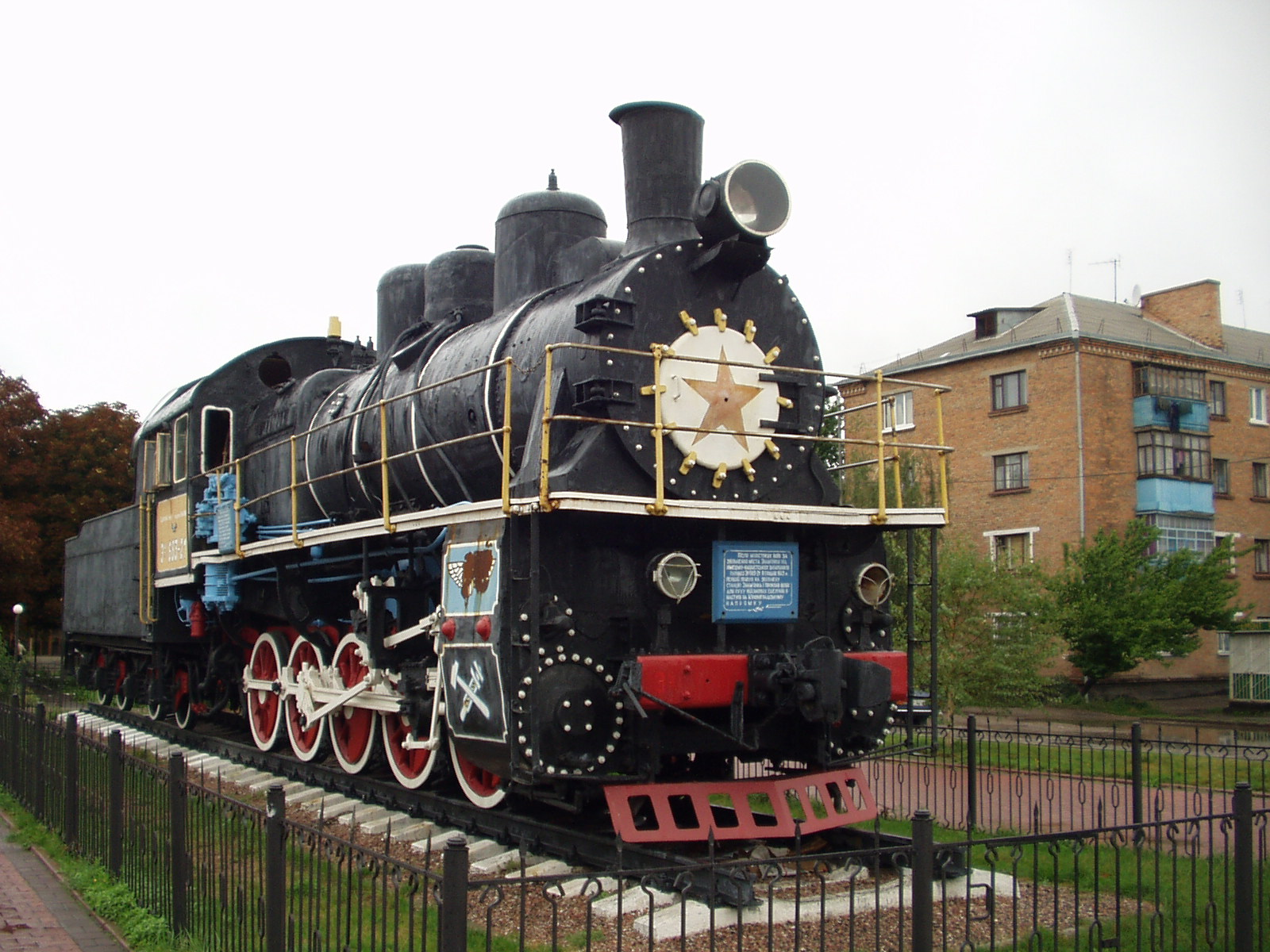
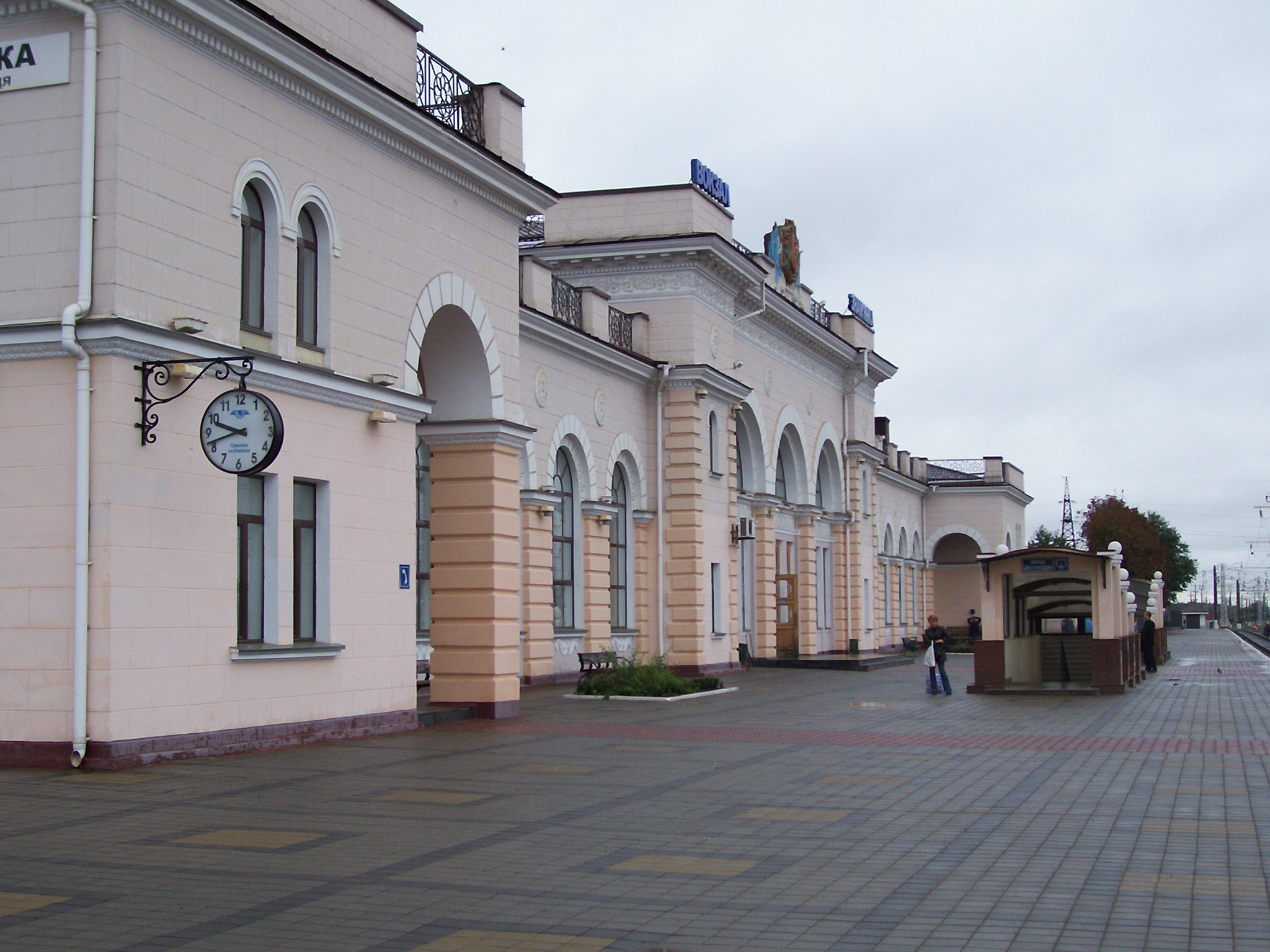